# Петре Костурчето
Петър (Петре) Костурчето или рядко Коста Костурски е български революционер, прилепски деец на Вътрешната македоно-одринска революционна организация.

## Биография
Петре Костурчето е роден в костурското село Куманичево, днес Лития, Гърция. Влиза във ВМОРО. През 1908 година е войвода на полската чета в Прилепско. С обявяването на Младотурската революция от юли 1908 година влиза тържествено в град Прилеп.

## Галерия
- Сбор на войводи: Кръсте Льондев, Дзоле Стойчев, Кръсте Маликов, Петре Костурчето и други, 1908 г.
- Обединените битолски чети, сред тях и Петре Костурчето (5)[3]
- Четата на Петре Костурчето[4] и Трайко Зойката в Прилеп, 1908 г.[5]
- Милан Матов и окръжните войводи на ВМОРО след Младотурската революция, юли 1908 г. Коста Костурски е четвърти на трети ред.[6]